# Галантамин
Галантамин (лат. Galanthaminum) — алкалоид растительного происхождения, ингибитор ацетилхолинэстеразы, в качестве лекарственного средства применяется при болезни Альцгеймера, фармацевтической промышленностью выпускается в виде галантамина гидробромида (Galanthamini hydrobromidum).
Галантамин входит в перечень жизненно необходимых и важнейших лекарственных препаратов Минздрава РФ.
Галантамин также входит в разные БАД, однако состав биодобавок с галантамином сильно отличается от объявленного их состава (который обычно написан на упаковке средства)

## История изучения
Растения, содержащие галантамин, исторически применялись в лечебных целях в кавказском горном регионе.
Галантамин впервые выделили в 1951 году советские учёные М. Д. Машковский и Р. П. Кругликова-Львова из луковиц подснежника Воронова (Galanthus woronowii Losinsk.), семейства Амариллисовые (Amaryllidaceae).
В 1956 году болгарские учёные Д. Пасков и Л. Иванова обнаружили галантамин в подснежнике белоснежном (Galanthus nivalis var. gracilis).
В 1958 году в Болгарии был начат выпуск препарата галантамина под торговой маркой «Нивалин».
Первые исследования галантамина проводились в восточноевропейских странах — он изучался как потенциальный препарат для лечения полиомиелита, и, в частности, в Болгарии, были попытки лечить им это заболевание.
В 1980-е проводились доклинические исследования галантамина по теме болезни Альцгеймера, в 1990-х учёные стали работать над его клиническим применением, и в 2001 году группа исследователей во главе с Мартином Фарлоу (англ. Martin R. Farlow) провела клиническое исследование.
В 1982 году Бандман и Анриянов (англ. Bandman and Anriiyanov) исследовали влияние галантамина на холинэргические пути и на зависимое от дофамина поведение крыс.
В 1996 году австрийская фармацевтическая компания Sanochemia Pharmazeutika выпустила первое в мире лекарство от болезни альцгеймера на основе галантамина под торговым названием NIVALIN.
К 1997 году Sanochemia Pharmazeutika разработала промышленный способ синтеза галантамина, и в том году начала выпуск синтетической фармацевтической субстанции, что сильно снизило его цену (до этого цена чистого вещества была около $40000 за килограмм).
Затем британская компания Shire Pharmaceuticals и бельгийская исследовательская организация Janssen Research Foundation for Alzheimer’s Disease разработали и выпустили на рынок собственное лекарство от болезни Альцгеймера на основе галантамина с торговым названием REMINYL.

## Распространение в природе
Подснежники разных видов, содержащие галантамин, распространены в Восточной Европе, особенно в Болгарии, в горах Кавказа и в западной части Турции.
Помимо растений рода Подснежник, галантамин обнаружен в растениях рода Белоцветник и Нарцисс, все они относятся к семейству Амариллисовые.

## Физические свойства
Белый мелкокристаллический порошок горького вкуса. Трудно растворим в воде, практически нерастворим в спирте. Водные растворы (рН 5,0—7,0) стерилизуют при +100 °C в течение 30 мин.

## Фармакологические свойства
Алкалоид галантамин является ингибитором ацетилхолинэстеразы.
По фармакологическим свойствам галантамин близок к физостигмину. Является сильным (обратимым) ингибитором холинэстеразы, повышает чувствительность организма к ацетилхолину. Облегчает проведение возбуждения в нервномышечных синапсах и восстанавливает нервно-мышечную проводимость, блокированную курареподобными препаратами антидеполяризующего действия (тубокурарин, диплацин и др.); действие деполяризующих веществ (дитилина) усиливает. Галантамин проникает через гематоэнцефалический барьер, в соответствующих дозах облегчает проведение импульсов в холинергических синапсах ЦНС и усиливает процессы возбуждения, вызывает повышение тонуса гладких мышц и усиление секреции пищеварительных и потовых желез. Подобно физостигмину вызывает сужение зрачка, однако при введении раствора галантамина в конъюнктивальный мешок может наблюдаться временный отёк конъюнктивы.
Периферические мускариноподобные эффекты галантамина снимаются холинолитическими веществами (атропин и др.), а никотиноподобные — курареподобными и ганглиоблокирующими веществами. Сравнительно с физостигмином галантамин менее токсичен.

### Механизм действия
По состоянию на 2004 год галантамин ещё не полностью изучен. На 2023 год известно, что его структура отличается от других ингибиторов ацетилхолинэстеразы, и механизм действия тоже должен отличаться. Наиболее вероятный механизм его действия заключается в том, что он обратимо связывает ацетилхолинэстеразу, препятствует её гидролизу и тем самым увеличивает концентрацию ацетилхолинэстеразы в холинэргических синапсах.
Галантамин является не только селективным ингибитором ацетилхолинэстеразы, он также действует как аллостерический агонист никотиновых ацетилхолиновых рецепторов.

## Применение в медицине
Применяют галантамина гидробромид при миастении, прогрессивной мышечной дистрофии, двигательных и чувствительных нарушениях связанных с невритами, полиневритами, радикулитами, радикулоневритами, при остаточных явлениях после нарушения мозгового кровообращения, при психогенной импотенции и другой патологии. В восстановительном резидуальном периоде острого полиомиелита и при детских церебральных параличах применение галантамина, особенно в комплексе с другими мероприятиями (лечебная гимнастика и др.) приводит к улучшению и восстановлению двигательных процессов и общему улучшению состояния больных. По имеющимся данным, применение галантамина в комплексной терапии при спастических формах церебрального паралича не только улучшает нервно-мышечную проводимость и увеличивает сократительную способность мышц, но и положительно влияет на мнестические функции.
Галантамин можно применять при атонии кишечника и мочевого пузыря, а также для функциональной рентгенодиагностики при заболеваниях желудка и кишечника.
Галантамин может применяться так же как антагонист курареподобных (антидеполяризующих) миорелаксантов. Вводят в вену в дозе 0,015—0,02—0,025 г (15—20—25 мг). Характерной особенностью галантамина является относительно медленное развитие антикураревого эффекта и большая его продолжительность (до нескольких часов). Галантамин может в связи с этим применяться в сочетании с прозерином, оказывающим более быстрый, но менее продолжительный эффект.
Галантамин применяют также (20—35 мг внутривенно) для устранения остаточного нервно-мышечного блока, вызванного многократным введением сукцинилхолина (дитилина).
Как мощный антихолинэстеразный препарат галантамин является эффективным антагонистом при отравлениях холинолитическими веществами.

## Эффективность и безопасность
Галантамин успешно применяется в лечении болезни альцгеймера с целью купировать симптомы заболевания. Он также замедляет прогрессирование болезни.

### Безопасность БАД
В отличие от аптечных препаратов, на 2024 год подавляющее большинство БАД с галантамином содержит намного меньше этого вещества, чем заявляют их производители, и которое написано на их упаковках. Также эти БАД часто содержат вещества, которых в препарате быть не должно. Причём в некоторых образцах, купленных в розничной сети, были обнаружены энтеротоксические бактерии Bacillus cereus sensu stricto, вызывающие у человека диарею. Хотя обнаруженное в препаратах их количество не способно вызвать диарею у здорового человека, само их наличие свидетельтствует о низкой культуре производства (о загрязнении технологической линии патогенами).